# Wilson Pineda
Wilson Augusto Pineda Cornelio (nacido en Sanarate, Guatemala, el 25 de septiembre de 1993) es un futbolista guatemalteco que juega como defensa en el Club Deportivo Guastatoya, y la Selección de fútbol de Guatemala.
Debutó internacionalmente en un partido amistoso el 18 de agosto de 2018, donde anotó su primer gol para Guatemala en la victoria por 1-0 sobre la selección de fútbol de Cuba.
El 12 de octubre de 2019, Pineda anotó su primer gol en una competencia importante contra Anguila durante el partido de la Liga de Naciones de CONCACAF en una victoria por 0-5.

## Biografía
Wilson Pineda nació en la ciudad de Sanarate en el departamento de El Progreso el 25 de septiembre de 1993.

## Carrera
A los 16 años se incorporó a la escuela secundaria del club Deportivo Guastatoya de segunda división, de Guastatoya, a 20 kilómetros. En octubre de 2011 debutó con el primer equipo en el segundo partido liguero ante el Sayaxché (0: 2). En Guatemala Liga Nacional, jugó su primer partido el 19 de julio de 2014, con Petapa (0: 4), y el objetivo estreno se anotó el 4 de febrero de 2015, en un empate 1-1 contra Municipal. Ganó con Guastatoya el título de subcampeón de Guatemala (Apertura 2015).
En junio de 2016, Pineda firmó con Comunicaciones FC.
Luego de año y medio, regresó a su casa el Guastatoya, con quien ganó dos campeonatos guatemaltecos seguidos (Clausura 2018, Apertura 2018), el primero en la historia del club. En 2019 fue nombrado por el técnico Fabricio Benítez como nuevo capitán del equipo.

### Carrera internacional
En julio de 2015, Pineda fue convocado por el entrenador Carlos Ruiz para la Selección de fútbol de Guatemala Sub-23.
Pineda recibió su primera convocatoria a la selección absoluta de Guatemala en octubre de 2016 del técnico Walter Claverí para un campo de entrenamiento.
Debutó el 18 de agosto de 2018 en un amistoso con Cuba en la victoria por 1-0, en el que anotó su primer gol.